# Wallertheimer Hündchen

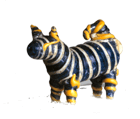
Wallertheimer Hündchen

Das Wallertheimer Hündchen (auch Glashund von Wallertheim) ist eine kleine Grabbeigabe aus Glas, die in einem keltischen Grab aus der Spätlatènezeit gefunden wurde. Der Fundort lag am Rande einer Ziegelgrube in Wallertheim in Rheinhessen. 1951 wurden dort mehrere aus der Spätlatènezeit stammende Gräber entdeckt. Dabei fielen zwei direkt beieinander liegende Gräber, die Nummer 31 und 32, durch ihre Beigaben besonders auf, eine davon ist diese Hundefigur. Der Fund wird etwa auf das zweite Jahrhundert v. Chr. datiert.
Die 2,1 cm lange und 1,6 cm hohe Figur zeigt einen kleinen vorgestrecktem Kopf, spitze Ohren, und einen hohlen, walzenförmigen Körper. Sie ist am Hinterteil offen, weist stummelartige, gespreizte Beine sowie einen kurzen, hochgestellten Schwanz auf, der nach vorn geringelt ist. Auf dem blauen Glaskörper ist eine weiße Schraubfäden-artige Struktur aufgesetzt angebracht. Auch an den Ohren, dem Schwanz und den Beinen ist eine solche Struktur aufgesetzt, dort ist sie gelb statt weiß.
Hundefiguren sind relativ selten, außerdem bestehen Figuren dieser Zeit in der Regel aus Ton, Bronze, Eisen oder Gagat und nicht aus Glas. Das Wallertheimer Hündchen ist damit absolut einzigartig.
Ausgestellt ist das Wallertheimer Hündchen im Landesmuseum Mainz.